# A nuestra vida otro sentío
A Nuestra Vida Otro Sentío es el primer álbum editado por el grupo español llamado La Caja de Pandora, lanzado en el otoño de 2001.
Cómo curiosidad, el diseño de la portada fue dibujado por los hermanos pequeños de Toni Ramos, a los 9 y 6 años.

## Estilo del álbum
El estilo es principalmente pop-rock, aunque contiene ciertas influencias flamencas como la aparición del cajón, por ejemplo.

## Lista de canciones
| N.º | Título                         | duración |
| --- | ------------------------------ | -------- |
| 1   | Barrio                         | 4:08     |
| 2   | Mañana pasarán los barrenderos | 4:05     |
| 3   | Una de cal y una de arena      | 3:43     |
| 4   | Cuéntame                       | 5:11     |
| 5   | A nuestra vida otro sentío     | 4:30     |
| 6   | No me preguntes dónde voy      | 3:19     |
| 7   | Te esperaré                    | 4:08     |
| 8   | Ciudad desierta                | 3:35     |
| 9   | Celos                          | 4:47     |
| 10  | Incierta sociedad              | 3:55     |

- Datos: Q5654432